# Campeonato Mundial de Atletismo de 2005 - 800 m masculino
A competição dos 800 metros masculino no Campeonato Mundial de Atletismo de 2005 foi realizada no Estádio Olímpico, em Helsinque, na Finlândia, entre os dias 11 a 14 de agosto de 2005.

## Recordes
Antes desta competição, os recordes mundiais e do campeonato nesta prova eram os seguintes:
| Tipo                  | Atleta           | Tempo   | Local   | Data                  |
| --------------------- | ---------------- | ------- | ------- | --------------------- |
|                       | Wilson Kipketer  | 1:41.11 | Colônia | 24 de agosto de 1997  |
| Recorde do campeonato | Billy Konchellah | 1:43.06 | Roma    | 1 de setembro de 1987 |

## Medalhistas
| Ouro               | Prata                    | Bronze                |
| Rashid Ramzi (BHR) | Yuriy Borzakovskiy (RUS) | William Yiampoy (KEN) |

## Calendário
Todos os horários estão no horário local (UTC+2)
| Data         | Horário | Fase          |
| ------------ | ------- | ------------- |
| 11 de agosto | 20:20   | Eliminatórias |
| 12 de agosto | 19:45   | Semifinal     |
| 14 de agosto | 19:30   | Final         |

## Resultados

### Eliminatórias
Qualificação: Os 3 primeiros de cada bateria (Q) e os 6 melhores tempos (q) avançam para as semifinais.
Bateria 1
| Pos. | Atleta              | Nacionalidade | Tempo   | Notas                |
| ---- | ------------------- | ------------- | ------- | -------------------- |
| 1    | Rashid Ramzi        | Bahrein       | 1:46.17 | Q                    |
| 2    | James McIlroy       | Grã-Bretanha  | 1:46.44 | Q                    |
| 3    | Mbulaeni Mulaudzi   | África do Sul | 1:46.85 | Q                    |
| 4    | René Herms          | Alemanha      | 1:47.07 | q                    |
| 5    | Berhanu Alemu       | Etiópia       | 1:47.37 | q,                   |
| 6    | Osmar dos Santos    | Brasil        | 1:47.74 |                      |
| 7    | Lee Jae-Hoon        | Coreia do Sul | 1:47.90 | Recorde da temporada |
| 8    | Tom Omey            | Bélgica       | 1:49.62 |                      |
|      | Ismail Ahmed Ismail | Sudão         |         | DNS                  |

Bateria 2
| Pos. | Atleta            | Nacionalidade  | Tempo   | Notas |
| ---- | ----------------- | -------------- | ------- | ----- |
| 1    | Mehdi Baala       | França         | 1:46.57 | Q     |
| 2    | Wilfred Bungei    | Quênia         | 1:46.71 | Q     |
| 3    | Khadevis Robinson | Estados Unidos | 1:46.74 | Q     |
| 4    | Dmitriy Bogdanov  | Rússia         | 1:46.88 | q     |
| 5    | Paweł Czapiewski  | Polónia        | 1:46.93 | q     |
| 6    | Mohammad al-Azemi | Kuwait         | 1:47.05 | q,    |
| 7    | Moise Joseph      | Haiti          | 1:48.28 |       |
| 8    | Yeimer López      | Cuba           | 1:52.24 |       |
|      | Geramias da Silva | Guiné-Bissau   |         | DSQ   |

Bateria 3
| Pos. | Atleta             | Nacionalidade | Tempo   | Notas                |
| ---- | ------------------ | ------------- | ------- | -------------------- |
| 1    | Yuriy Borzakovskiy | Rússia        | 1:50.14 | Q                    |
| 2    | William Yiampoy    | Quênia        | 1:50.14 | Q                    |
| 3    | Djabir Saïd-Guerni | Argélia       | 1:50.16 | Q                    |
| 4    | Jason Stewart      | Nova Zelândia | 1:50.35 |                      |
| 5    | Dmitrijs Miļkevičs | Letônia       | 1:50.44 |                      |
| 6    | Fabiano Peçanha    | Brasil        | 1:50.89 |                      |
| 7    | Paskar Owor        | Uganda        | 1:51.72 | Recorde da temporada |
| 8    | Rodrigo Trinidad   | Paraguai      | 1:55.43 |                      |
|      | Samwel Mwera       | Tanzânia      |         | DSQ                  |

Bateria 4
| Pos. | Atleta             | Nacionalidade  | Tempo   | Notas |
| ---- | ------------------ | -------------- | ------- | ----- |
| 1    | Yusuf Saad Kamel   | Bahrein        | 1:47.65 | Q     |
| 2    | David Krummenacker | Estados Unidos | 1:47.82 | Q     |
| 3    | Mouhssin Chehibi   | Marrocos       | 1:48.17 | Q     |
| 4    | Alfred Kirwa Yego  | Quênia         | 1:48.72 |       |
| 5    | Arnoud Okken       | Países Baixos  | 1:48.95 |       |
| 6    | Fadrique Iglesias  | Bolívia        | 1:49.57 |       |
| 7    | Onalenna Baloyi    | Botswana       | 1:50.18 |       |
|      | Manuel Olmedo      | Espanha        |         | DNF'  |

Bateria 5
| Pos. | Atleta               | Nacionalidade     | Tempo   | Notas |
| ---- | -------------------- | ----------------- | ------- | ----- |
| 1    | Antonio Manuel Reina | Espanha           | 1:47.14 | Q     |
| 2    | Gary Reed            | Canadá            | 1:47.23 | Q     |
| 3    | Amine Laalou         | Marrocos          | 1:47.62 | Q     |
| 4    | André Bucher         | Suíça             | 1:47.97 |       |
| 5    | Maurizio Bobbato     | Itália            | 1:48.36 |       |
| 6    | Juha Kukkamo         | Finlândia         | 1:48.69 |       |
| 7    | Sherridan Kirk       | Trinidad e Tobago | 1:48.77 |       |
| 8    | Prince Mumba         | Zâmbia            | 1:49.10 |       |

Bateria 6
| Pos. | Atleta             | Nacionalidade  | Tempo   | Notas |
| ---- | ------------------ | -------------- | ------- | ----- |
| 1    | Belal Mansoor Ali  | Bahrein        | 1:47.16 | Q     |
| 2    | Sajad Moradi       | Irão           | 1:47.18 | Q     |
| 3    | Mohammed al-Salhi  | Arábia Saudita | 1:47.27 | Q     |
| 4    | Eugenio Barrios    | Espanha        | 1:47.53 | q     |
| 5    | Achraf Tadili      | Canadá         | 1:48.42 |       |
| 6    | Rizak Dirshe       | Suécia         | 1:48.43 |       |
| 7    | Kevin Hicks        | Estados Unidos | 1:50.00 |       |
|      | Majed Saeed Sultan | Catar          |         | DSQ   |

### Semifinal
Qualificação: Os 2 primeiros de cada bateria (Q) e os 2 melhores tempos (q) avançam para as finais.
Bateria 1
| Pos. | Atleta             | Nacionalidade  | Tempo   | Notas |
| ---- | ------------------ | -------------- | ------- | ----- |
| 1    | Yuriy Borzakovskiy | Rússia         | 1:44.26 | Q     |
| 2    | Rashid Ramzi       | Bahrein        | 1:44.30 | Q,    |
| 3    | William Yiampoy    | Quênia         | 1:44.51 | q,    |
| 4    | Djabir Saïd-Guerni | Argélia        | 1:44.80 | q,    |
| 5    | Amine Laalou       | Marrocos       | 1:45.05 |       |
| 6    | Mohammad al-Azemi  | Kuwait         | 1:48.02 |       |
| 7    | Eugenio Barrios    | Espanha        | 1:48.76 |       |
| 8    | Khadevis Robinson  | Estados Unidos | 1:49.13 |       |

Bateria 2
| Pos. | Atleta               | Nacionalidade  | Tempo   | Notas |
| ---- | -------------------- | -------------- | ------- | ----- |
| 1    | Belal Mansoor Ali    | Bahrein        | 1:45.35 | Q     |
| 2    | Mehdi Baala          | França         | 1:45.40 | Q     |
| 3    | Mbulaeni Mulaudzi    | África do Sul  | 1:45.73 |       |
| 4    | Paweł Czapiewski     | Polónia        | 1:46.33 |       |
| 5    | Dmitriy Bogdanov     | Rússia         | 1:46.83 |       |
| 6    | Antonio Manuel Reina | Espanha        | 1:46.89 |       |
| 7    | Berhanu Alemu        | Etiópia        | 1:47.66 |       |
| 8    | Mohammed al-Salhi    | Arábia Saudita | 1:47.99 |       |

Bateria 3
| Pos. | Atleta             | Nacionalidade  | Tempo   | Notas            |
| ---- | ------------------ | -------------- | ------- | ---------------- |
| 1    | Gary Reed          | Canadá         | 1:44.33 | Q,               |
| 2    | Wilfred Bungei     | Quênia         | 1:44.41 | Q                |
| 3    | Yusuf Saad Kamel   | Bahrein        | 1:44.90 |                  |
| 4    | René Herms         | Alemanha       | 1:45.21 |                  |
| 5    | Mouhssin Chehibi   | Marrocos       | 1:45.82 |                  |
| 6    | Sajad Moradi       | Irão           | 1:45.88 | Recorde nacional |
| 7    | James McIlroy      | Grã-Bretanha   | 1:45.99 |                  |
| 8    | David Krummenacker | Estados Unidos | 1:46.76 |                  |

### Final
A final ocorreu dia 14 de agosto às 19:30.
| Pos.              | Atleta             | Nacionalidade | Tempo   | Notas |
| ----------------- | ------------------ | ------------- | ------- | ----- |
| Medalha de ouro   | Rashid Ramzi       | Bahrein       | 1:44.24 |       |
| Medalha de prata  | Yuriy Borzakovskiy | Rússia        | 1:44.51 |       |
| Medalha de bronze | William Yiampoy    | Quênia        | 1:44.55 |       |
| 4                 | Wilfred Bungei     | Quênia        | 1:44.98 |       |
| 5                 | Djabir Saïd-Guerni | Argélia       | 1:45.41 |       |
| 6                 | Mehdi Baala        | França        | 1:45.32 |       |
| 7                 | Belal Mansoor Ali  | Bahrein       | 1:45.55 |       |
| 8                 | Gary Reed          | Canadá        | 1:46.20 |       |

Legenda
| Recorde mundial       | Recorde mundial (World record)               |                       | Recorde africano                      | Recorde africano (African) |                                           | Q | Classificado por posição (Qualified) |
| Recorde do campeonato | Recorde do campeonato (Championship record)  | Recorde da América    | Recorde da América (Americas)         | q                          | Classificado por melhor tempo (Qualified) |   |                                      |
| Melhor marca do ano   | Melhor marca do ano (World leading)          | Recorde asiático      | Recorde asiático (Asian)              | DNS                        | Não largou (Did not start)                |   |                                      |
| Recorde nacional      | Recorde nacional (National record)           | Recorde europeu       | Recorde europeu (European)            | DNF                        | Não terminou (Did not finish)             |   |                                      |
| Recorde pessoal       | Recorde pessoal do atleta (Personal best)    | Recorde da Oceania    | Recorde da Oceania (Oceania)          | DSQ / DQ                   | Desclassificado (Disqualified)            |   |                                      |
| Recorde da temporada  | Recorde da temporada do atleta (Season best) | Recorde sul-americano | Recorde sul-americano (South America) | NM                         | Sem marca (No mark)                       |   |                                      |